# CTBC Financial Holding
CTBC Financial Holding — тайваньская холдинговая компания, в её холдинг входят CTBC Bank, страховая компания Taiwan Life Insurance и компании, предоставляющие финансовые услуги. В списке Forbes Global 2000 за 2021 год холдинг занял 395-е место (в том числе 171-е по активам).
Банк CTBC был основан в 1966 году Ко Чэньфу (Koo Chen-fu) и его племянником Джеффри Ко (Jeffrey Koo). В 2002 году на основе банка была создана финансовая холдинговая компания Chinatrust Banking Corporation, занявшая место банка на Тайваньской фондовой бирже. В 2013 году название компании было сокращено до аббревиатуры CTBC.
Активы на конец 2020 года составили 6,62 трлн новых тайваньских долларов ($238 млрд), из них 2,53 трлн пришлось на выданные кредиты (770 млрд — ипотечные, 960 млрд — в иностранной валюте), 1,83 трлн — на инвестиции в ценные бумаги. Объём принятых депозитов составил 3,73 трлн новых тайваньских долларов.
CTBC Bank имеет 286 отделений и присутствует в 14 странах, включая КНР, Японию (The Tokyo Star Bank), Филиппины, Индонезию, США и Канаду.
Основные составляющие финансовой группы:
- CTBC Bank Co., Ltd. — основан в 1966 году.
- Taiwan Life Insurance Co., Ltd. — страхование жизни, создана в 2012 году на основе купленного тайваньского филиала MetLife.
- CTBC Securities Co., Ltd. — операции с ценными бумагами, основана в 1989 году, в 2000 году куплена группой.
- CTBC Venture Capital Co., Ltd. — венчурное финансирование, основана в 2003 году.
- CTBC Asset Management Co., Ltd. — управление активами, основана в 2003 году.
- CTBC Investments Co., Ltd. — инвестиционная компания, куплена в 2012 году (до этого Truswell Securities Investment Trust Co., Ltd.)
- CTBC Security Co., Ltd. — охранные услуги для компаний, основана в 1995 году
- Taiwan Lottery Co., Ltd. — проведение лотерей, основана в 2006 году.